# Leuchtturm Saunags
Der Leuchtturm Saunags (lettisch Saunagciema bāka) bei Vaide an der Irbenstraße im Nordwesten Lettlands ist ein typischer Metallturm sowjetischer Bauart aus der Mitte des 20. Jahrhunderts. Gegenwärtig dient er nicht mehr als Leuchtturm. Es ist jedoch weiterhin ein Navigationszeichen und ist am Ufer sehr hell und eindeutig zu erkennen. Der Turm ist über die gesamte Höhe gitterartig gebaut, der zwei Drittel der Höhe umfassende obere Teil ist rot, das untere Drittel ist weiß.